# Niemierzyno (Świdwin)
Niemierzyno (deutsch Nemmin) ist ein Dorf in der polnischen Woiwodschaft Westpommern. Es gehört zur Landgemeinde Świdwin (Schivelbein) im Powiat Świdwiński.

## Geographische Lage
Niemierzyno liegt fünf Kilometer nordöstlich von Świdwin am Südufer der Rega. Im Norden verläuft die Bahnstrecke Stettin – Danzig, deren nächstgelegene Station der Bahnhof in Świdwin ist. Südlich von Niemierzyno befindet sich der 21. Taktische Luftstützpunkt, ein Militärflugplatz. Der Not- bzw. Hilfslandeplatz Nemmin aus deutscher Zeit wurde nach dem Krieg ausgebaut.

## Geschichte
Es war eine Kuh, die im Jahre 1469 Nemminer Geschichte „schrieb“, als sie zum Anlass einer Fehde zwischen Belgard und Schivelbein wurde, die mit einer blutigen Schlacht bei Langen (heute polnisch: Łęgi) endete. 1679 gab es nach dem Dreißigjährigen Krieg nur noch neun Bauernhöfe in Nemmin, und im Siebenjährigen Krieg wurde das Dorf zur Hälfte niedergebrannt.
Zu Nemmin gehörte die an der Rega gelegene Beustriner Mühle. Seit 1831 gehörte sie der Familie Ponath in Nelep (Nielep).
Im Jahr 1861 lebten 160 Einwohner in Nemmin, von denen 14 als Weber tätig waren. 1939 zählte das Dorf 239 Einwohner in 54 Haushaltungen. Bedeutend war das 175 Hektar große Gut. Daneben existierten noch elf landwirtschaftliche Betriebe.
Bis 1945 gehörte Nemmin zum Amts- und Standesamtsbezirk Simmatzig (heute: Smardzko) im Amtsgerichtsbereich Schivelbein (Świdwin). Letzter Bürgermeister war Alfred Balks. Am 6. März 1945 wurde Nemmin von polnischen Truppen besetzt. Das Dorf kam zu Polen, die Vertreibung der deutschen Bevölkerung dauerte von Juli 1945 bis März 1946. Heute ist Niemierzyno eine Ortschaft der Gemeinde Świdwin.

## Kirche
Nemmin hatte keine eigene Kirche. Das Dorf gehörte bis 1945 mit Botenhagen (heute: Szczytniki) und Simmatzig (Smardzko) zum Pfarrbezirk II im Kirchspiel der Marienkirche Schivelbein im Kirchenkreis Schivelbein der Kirchenprovinz Pommern der evangelischen Kirche der Altpreußischen Union. Letzter deutscher Pfarrer war Detlev Rewald.
Auch heute noch ist Świdwin Kirchort für Niemierzyno, nun allerdings in der Parochie Koszalin (Köslin) in der Diözese Pommern-Großpolen der polnischen Evangelisch-Augsburgischen Kirche.

## Schule
Letzter deutscher Lehrer an der einklassigen Volksschule war Karl Frömming.